# Norse Air
Norse Air — південноафриканська авіакомпанія зі штаб-квартирою Сендтоні (передмістя Йоганнесбурга, ПАР), виконує чартерні пасажирські та вантажні авіаперевезення з аеропортів всередині країни і за її межами.
Портом приписки авіакомпанії та її транзитним вузлом (хабом) є Аеропорт Лансер, що знаходиться поблизу Йоганнесбурга.

## Історія
Авіакомпанія Norse Air була заснована в 1992 року і початку операційну діяльність з чартерних перевезень в ПАР, Маврикій і Афганістан.

## Флот
Станом на квітень 2009 року повітряний флот авіакомпанії Norse Air становили такі літаки:
- 2 × Raytheon Beech King Air 200
- 1 × Fairchild Metro 23
- 2 × Fairchild Metro III
- 9 × Saab 340B